# Tasso, Benin
Tasso är en ort i Benin. Den ligger i den centrala delen av landet, 400 km norr om huvudstaden Porto-Novo. Tasso ligger 465 meter över havet och antalet invånare är 9 234.
Terrängen runt Tasso är platt. Runt Tasso är det glesbefolkat, med 20 invånare per kvadratkilometer.. Det finns inga andra samhällen i närheten. 
Omgivningarna runt Tasso är huvudsakligen savann.